# Pelycosauria
Los pelicosaurios (Pelycosauria), también llamados teromorfos,  son un grupo extinto de amniotas sinápsidos, lejanamente emparentados con los mamíferos. Anteriormente se consideraban un orden, pero ahora son solo una agrupación informal compuesta de sinapsides basales o primitivas del Paleozoico tardío. De modo tradicional han sido considerados reptiles, pero dado que están más emparentados con los mamíferos que con el resto de reptiles, hoy se los excluye de los saurópsidos ("reptiles").
Se trata de una agrupación parafilética, es decir, que no incluye a todos los miembros de la misma rama evolutiva y no comparten ninguna apomorfía (no comparte ninguna novedad evolutiva) que permita agruparlos. En realidad, son una colección de géneros basales de sinápsidos sin caracteres derivados en común.
El término pelicosaurios se sigue usando de manera informal para denominar a los sinápsidos basales ("primitivos") que no son terápsidos.

## Características
Se supone que los pelicosaurios, como los mamíferos actuales, eran endotérmicos, es decir, mantenían constante su temperatura corporal y fueron, probablemente, los primeros animales en conseguirlo. Se cree que la vela dorsal que algunos poseían (Dimetrodon, Edaphosaurus) tenían una función termorreguladora ya que su gran superficie les permitiría captar o ceder calor con facilidad.

## Historia evolutiva
Los pelicosaurios aparecieron en el Carbonífero Superior (Pensilvánico) y se extinguieron a finales del Pérmico. Tras la formación del supercontinente Pangea en el Pérmico, las tierras emergidas superaron a las áreas oceánicas por primera vez en la historia geológica. El resultado fue el desarrollo y diversificación de los vertebrados terrestres, en especial los pelicosaurios; a comienzos del Pérmico, el 70% de las especies de amniotas eran pelicosaurios, mucho más numerosos que los saurópsidos (reptiles).

## Taxonomía

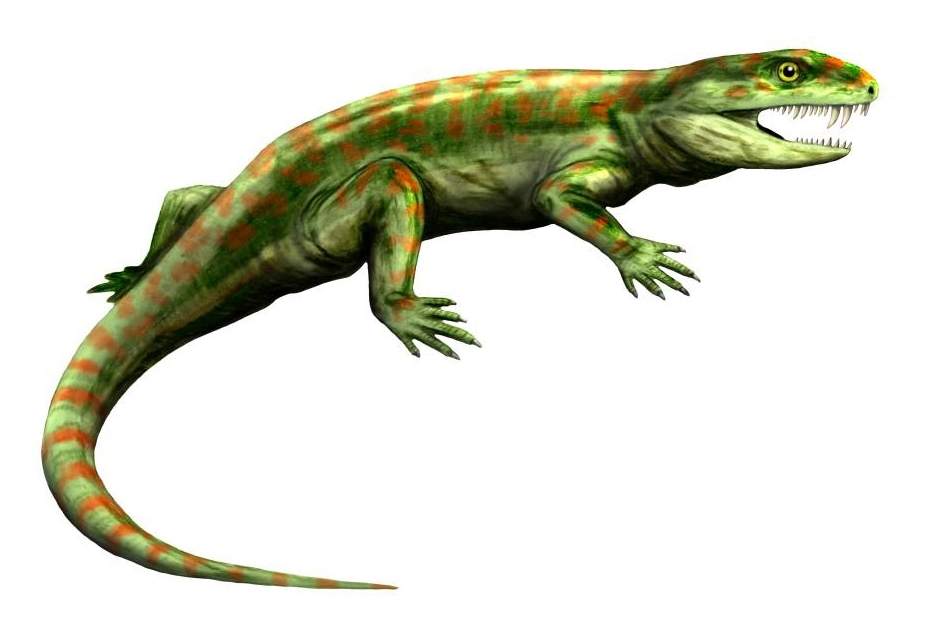
Eothyris

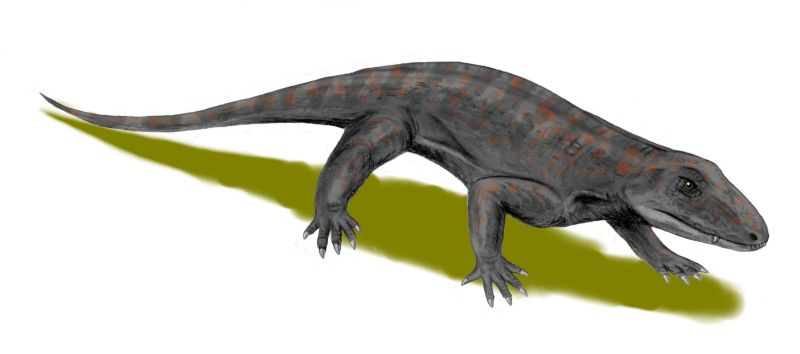
Varanops

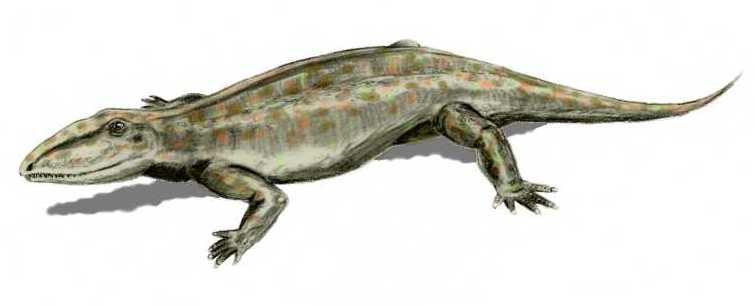
Ophiacodon

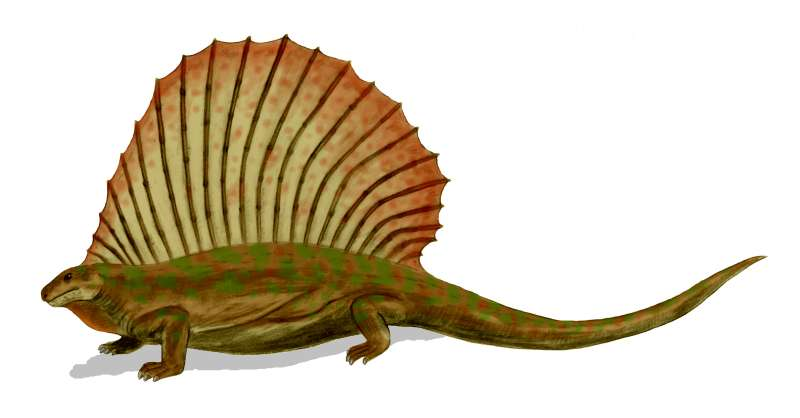
Edaphosaurus

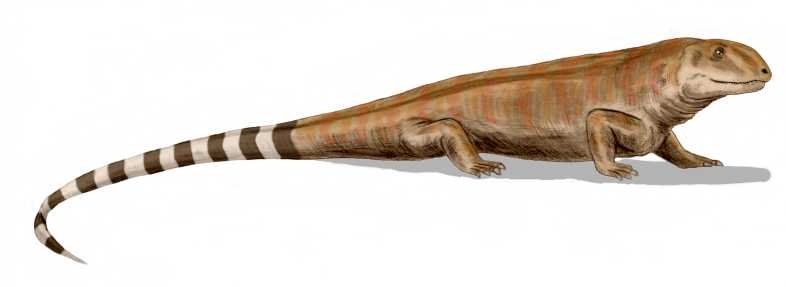
Haptodus

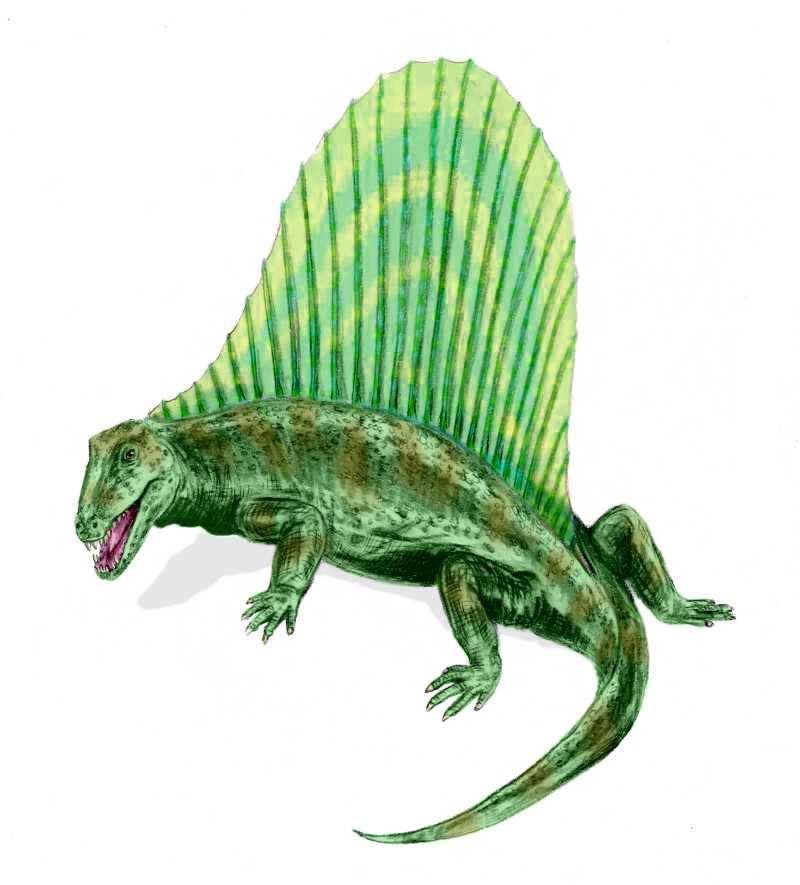
Dimetrodon

La taxonomía tradicional divide los pelicosaurios en dos subórdenes y diversas familias:
- Orden Pelycosauria *
  - Suborden Caseasauria
    - Familia Caseidae
    - Familia Eothyrididae

  - Suborden Eupelycosauria
    - Familia Varanopseidae
    - Familia Ophiacodontidae
    - Familia Edaphosauridae
    - Familia Aplodontiidae Parafilético*
      - Género Haptodus
      - Género Palaeohatteria
      - Género Pantelosaurus
      - Género Cutleria

    - Familia Lupeosauridae
      - Género Lupeosaurus

    - Familia Sphenacodontidae

## Filogenia
La filogenia interna de los sinápsidos es, según Tree of Life:
|  | Eothyrididae † |
|  |                |
|  | Caseidae †     |
|  |                |

|                   | Cutleria †                                                                                             |
|                   | |
| Sphenacodontoidea | \| \| Sphenacodontidae † \| \| \| \| \| \| Therapsida (mamíferos y sus ancestros directos) \| \| \| \| |
|                   | \| \| Sphenacodontidae † \| \| \| \| \| \| Therapsida (mamíferos y sus ancestros directos) \| \| \| \| |
|                   | Sphenacodontidae †                                                                                     |
|                   | |
|                   | Therapsida (mamíferos y sus ancestros directos)                                                        |
|                   | |

|  | Sphenacodontidae †                              |
|  |                                                 |
|  | Therapsida (mamíferos y sus ancestros directos) |
|  |                                                 |

|                   | Cutleria †                                                                                             |
|                   | |
| Sphenacodontoidea | \| \| Sphenacodontidae † \| \| \| \| \| \| Therapsida (mamíferos y sus ancestros directos) \| \| \| \| |
|                   | \| \| Sphenacodontidae † \| \| \| \| \| \| Therapsida (mamíferos y sus ancestros directos) \| \| \| \| |
|                   | Sphenacodontidae †                                                                                     |
|                   | |
|                   | Therapsida (mamíferos y sus ancestros directos)                                                        |
|                   | |

|  | Sphenacodontidae †                              |
|  |                                                 |
|  | Therapsida (mamíferos y sus ancestros directos) |
|  |                                                 |

|                   | Cutleria †                                                                                             |
|                   | |
| Sphenacodontoidea | \| \| Sphenacodontidae † \| \| \| \| \| \| Therapsida (mamíferos y sus ancestros directos) \| \| \| \| |
|                   | \| \| Sphenacodontidae † \| \| \| \| \| \| Therapsida (mamíferos y sus ancestros directos) \| \| \| \| |
|                   | Sphenacodontidae †                                                                                     |
|                   | |
|                   | Therapsida (mamíferos y sus ancestros directos)                                                        |
|                   | |

|  | Sphenacodontidae †                              |
|  |                                                 |
|  | Therapsida (mamíferos y sus ancestros directos) |
|  |                                                 |

|                   | Cutleria †                                                                                             |
|                   | |
| Sphenacodontoidea | \| \| Sphenacodontidae † \| \| \| \| \| \| Therapsida (mamíferos y sus ancestros directos) \| \| \| \| |
|                   | \| \| Sphenacodontidae † \| \| \| \| \| \| Therapsida (mamíferos y sus ancestros directos) \| \| \| \| |
|                   | Sphenacodontidae †                                                                                     |
|                   | |
|                   | Therapsida (mamíferos y sus ancestros directos)                                                        |
|                   | |

|  | Sphenacodontidae †                              |
|  |                                                 |
|  | Therapsida (mamíferos y sus ancestros directos) |
|  |                                                 |

|                   | Cutleria †                                                                                             |
|                   | |
| Sphenacodontoidea | \| \| Sphenacodontidae † \| \| \| \| \| \| Therapsida (mamíferos y sus ancestros directos) \| \| \| \| |
|                   | \| \| Sphenacodontidae † \| \| \| \| \| \| Therapsida (mamíferos y sus ancestros directos) \| \| \| \| |
|                   | Sphenacodontidae †                                                                                     |
|                   | |
|                   | Therapsida (mamíferos y sus ancestros directos)                                                        |
|                   | |

|  | Sphenacodontidae †                              |
|  |                                                 |
|  | Therapsida (mamíferos y sus ancestros directos) |
|  |                                                 |

|                   | Cutleria †                                                                                             |
|                   | |
| Sphenacodontoidea | \| \| Sphenacodontidae † \| \| \| \| \| \| Therapsida (mamíferos y sus ancestros directos) \| \| \| \| |
|                   | \| \| Sphenacodontidae † \| \| \| \| \| \| Therapsida (mamíferos y sus ancestros directos) \| \| \| \| |
|                   | Sphenacodontidae †                                                                                     |
|                   | |
|                   | Therapsida (mamíferos y sus ancestros directos)                                                        |
|                   | |

|  | Sphenacodontidae †                              |
|  |                                                 |
|  | Therapsida (mamíferos y sus ancestros directos) |
|  |                                                 |

|                   | Cutleria †                                                                                             |
|                   | |
| Sphenacodontoidea | \| \| Sphenacodontidae † \| \| \| \| \| \| Therapsida (mamíferos y sus ancestros directos) \| \| \| \| |
|                   | \| \| Sphenacodontidae † \| \| \| \| \| \| Therapsida (mamíferos y sus ancestros directos) \| \| \| \| |
|                   | Sphenacodontidae †                                                                                     |
|                   | |
|                   | Therapsida (mamíferos y sus ancestros directos)                                                        |
|                   | |

|  | Sphenacodontidae †                              |
|  |                                                 |
|  | Therapsida (mamíferos y sus ancestros directos) |
|  |                                                 |

|                   | Cutleria †                                                                                             |
|                   | |
| Sphenacodontoidea | \| \| Sphenacodontidae † \| \| \| \| \| \| Therapsida (mamíferos y sus ancestros directos) \| \| \| \| |
|                   | \| \| Sphenacodontidae † \| \| \| \| \| \| Therapsida (mamíferos y sus ancestros directos) \| \| \| \| |
|                   | Sphenacodontidae †                                                                                     |
|                   | |
|                   | Therapsida (mamíferos y sus ancestros directos)                                                        |
|                   | |

|  | Sphenacodontidae †                              |
|  |                                                 |
|  | Therapsida (mamíferos y sus ancestros directos) |
|  |                                                 |

|                   | Cutleria †                                                                                             |
|                   | |
| Sphenacodontoidea | \| \| Sphenacodontidae † \| \| \| \| \| \| Therapsida (mamíferos y sus ancestros directos) \| \| \| \| |
|                   | \| \| Sphenacodontidae † \| \| \| \| \| \| Therapsida (mamíferos y sus ancestros directos) \| \| \| \| |
|                   | Sphenacodontidae †                                                                                     |
|                   | |
|                   | Therapsida (mamíferos y sus ancestros directos)                                                        |
|                   | |

|  | Sphenacodontidae †                              |
|  |                                                 |
|  | Therapsida (mamíferos y sus ancestros directos) |
|  |                                                 |

|                   | Cutleria †                                                                                             |
|                   | |
| Sphenacodontoidea | \| \| Sphenacodontidae † \| \| \| \| \| \| Therapsida (mamíferos y sus ancestros directos) \| \| \| \| |
|                   | \| \| Sphenacodontidae † \| \| \| \| \| \| Therapsida (mamíferos y sus ancestros directos) \| \| \| \| |
|                   | Sphenacodontidae †                                                                                     |
|                   | |
|                   | Therapsida (mamíferos y sus ancestros directos)                                                        |
|                   | |

|  | Sphenacodontidae †                              |
|  |                                                 |
|  | Therapsida (mamíferos y sus ancestros directos) |
|  |                                                 |

|                   | Cutleria †                                                                                             |
|                   | |
| Sphenacodontoidea | \| \| Sphenacodontidae † \| \| \| \| \| \| Therapsida (mamíferos y sus ancestros directos) \| \| \| \| |
|                   | \| \| Sphenacodontidae † \| \| \| \| \| \| Therapsida (mamíferos y sus ancestros directos) \| \| \| \| |
|                   | Sphenacodontidae †                                                                                     |
|                   | |
|                   | Therapsida (mamíferos y sus ancestros directos)                                                        |
|                   | |

|  | Sphenacodontidae †                              |
|  |                                                 |
|  | Therapsida (mamíferos y sus ancestros directos) |
|  |                                                 |

|                   | Cutleria †                                                                                             |
|                   | |
| Sphenacodontoidea | \| \| Sphenacodontidae † \| \| \| \| \| \| Therapsida (mamíferos y sus ancestros directos) \| \| \| \| |
|                   | \| \| Sphenacodontidae † \| \| \| \| \| \| Therapsida (mamíferos y sus ancestros directos) \| \| \| \| |
|                   | Sphenacodontidae †                                                                                     |
|                   | |
|                   | Therapsida (mamíferos y sus ancestros directos)                                                        |
|                   | |

|  | Sphenacodontidae †                              |
|  |                                                 |
|  | Therapsida (mamíferos y sus ancestros directos) |
|  |                                                 |

|                   | Cutleria †                                                                                             |
|                   | |
| Sphenacodontoidea | \| \| Sphenacodontidae † \| \| \| \| \| \| Therapsida (mamíferos y sus ancestros directos) \| \| \| \| |
|                   | \| \| Sphenacodontidae † \| \| \| \| \| \| Therapsida (mamíferos y sus ancestros directos) \| \| \| \| |
|                   | Sphenacodontidae †                                                                                     |
|                   | |
|                   | Therapsida (mamíferos y sus ancestros directos)                                                        |
|                   | |

|  | Sphenacodontidae †                              |
|  |                                                 |
|  | Therapsida (mamíferos y sus ancestros directos) |
|  |                                                 |

|                   | Cutleria †                                                                                             |
|                   | |
| Sphenacodontoidea | \| \| Sphenacodontidae † \| \| \| \| \| \| Therapsida (mamíferos y sus ancestros directos) \| \| \| \| |
|                   | \| \| Sphenacodontidae † \| \| \| \| \| \| Therapsida (mamíferos y sus ancestros directos) \| \| \| \| |
|                   | Sphenacodontidae †                                                                                     |
|                   | |
|                   | Therapsida (mamíferos y sus ancestros directos)                                                        |
|                   | |

|  | Sphenacodontidae †                              |
|  |                                                 |
|  | Therapsida (mamíferos y sus ancestros directos) |
|  |                                                 |

|                   | Cutleria †                                                                                             |
|                   | |
| Sphenacodontoidea | \| \| Sphenacodontidae † \| \| \| \| \| \| Therapsida (mamíferos y sus ancestros directos) \| \| \| \| |
|                   | \| \| Sphenacodontidae † \| \| \| \| \| \| Therapsida (mamíferos y sus ancestros directos) \| \| \| \| |
|                   | Sphenacodontidae †                                                                                     |
|                   | |
|                   | Therapsida (mamíferos y sus ancestros directos)                                                        |
|                   | |

|  | Sphenacodontidae †                              |
|  |                                                 |
|  | Therapsida (mamíferos y sus ancestros directos) |
|  |                                                 |

|                   | Cutleria †                                                                                             |
|                   | |
| Sphenacodontoidea | \| \| Sphenacodontidae † \| \| \| \| \| \| Therapsida (mamíferos y sus ancestros directos) \| \| \| \| |
|                   | \| \| Sphenacodontidae † \| \| \| \| \| \| Therapsida (mamíferos y sus ancestros directos) \| \| \| \| |
|                   | Sphenacodontidae †                                                                                     |
|                   | |
|                   | Therapsida (mamíferos y sus ancestros directos)                                                        |
|                   | |

|  | Sphenacodontidae †                              |
|  |                                                 |
|  | Therapsida (mamíferos y sus ancestros directos) |
|  |                                                 |

|                   | Cutleria †                                                                                             |
|                   | |
| Sphenacodontoidea | \| \| Sphenacodontidae † \| \| \| \| \| \| Therapsida (mamíferos y sus ancestros directos) \| \| \| \| |
|                   | \| \| Sphenacodontidae † \| \| \| \| \| \| Therapsida (mamíferos y sus ancestros directos) \| \| \| \| |
|                   | Sphenacodontidae †                                                                                     |
|                   | |
|                   | Therapsida (mamíferos y sus ancestros directos)                                                        |
|                   | |

|  | Sphenacodontidae †                              |
|  |                                                 |
|  | Therapsida (mamíferos y sus ancestros directos) |
|  |                                                 |

|                   | Cutleria †                                                                                             |
|                   | |
| Sphenacodontoidea | \| \| Sphenacodontidae † \| \| \| \| \| \| Therapsida (mamíferos y sus ancestros directos) \| \| \| \| |
|                   | \| \| Sphenacodontidae † \| \| \| \| \| \| Therapsida (mamíferos y sus ancestros directos) \| \| \| \| |
|                   | Sphenacodontidae †                                                                                     |
|                   | |
|                   | Therapsida (mamíferos y sus ancestros directos)                                                        |
|                   | |

|  | Sphenacodontidae †                              |
|  |                                                 |
|  | Therapsida (mamíferos y sus ancestros directos) |
|  |                                                 |

|                   | Cutleria †                                                                                             |
|                   | |
| Sphenacodontoidea | \| \| Sphenacodontidae † \| \| \| \| \| \| Therapsida (mamíferos y sus ancestros directos) \| \| \| \| |
|                   | \| \| Sphenacodontidae † \| \| \| \| \| \| Therapsida (mamíferos y sus ancestros directos) \| \| \| \| |
|                   | Sphenacodontidae †                                                                                     |
|                   | |
|                   | Therapsida (mamíferos y sus ancestros directos)                                                        |
|                   | |

|  | Sphenacodontidae †                              |
|  |                                                 |
|  | Therapsida (mamíferos y sus ancestros directos) |
|  |                                                 |

|                   | Cutleria †                                                                                             |
|                   | |
| Sphenacodontoidea | \| \| Sphenacodontidae † \| \| \| \| \| \| Therapsida (mamíferos y sus ancestros directos) \| \| \| \| |
|                   | \| \| Sphenacodontidae † \| \| \| \| \| \| Therapsida (mamíferos y sus ancestros directos) \| \| \| \| |
|                   | Sphenacodontidae †                                                                                     |
|                   | |
|                   | Therapsida (mamíferos y sus ancestros directos)                                                        |
|                   | |

|  | Sphenacodontidae †                              |
|  |                                                 |
|  | Therapsida (mamíferos y sus ancestros directos) |
|  |                                                 |

|                   | Cutleria †                                                                                             |
|                   | |
| Sphenacodontoidea | \| \| Sphenacodontidae † \| \| \| \| \| \| Therapsida (mamíferos y sus ancestros directos) \| \| \| \| |
|                   | \| \| Sphenacodontidae † \| \| \| \| \| \| Therapsida (mamíferos y sus ancestros directos) \| \| \| \| |
|                   | Sphenacodontidae †                                                                                     |
|                   | |
|                   | Therapsida (mamíferos y sus ancestros directos)                                                        |
|                   | |

|  | Sphenacodontidae †                              |
|  |                                                 |
|  | Therapsida (mamíferos y sus ancestros directos) |
|  |                                                 |

|                   | Cutleria †                                                                                             |
|                   | |
| Sphenacodontoidea | \| \| Sphenacodontidae † \| \| \| \| \| \| Therapsida (mamíferos y sus ancestros directos) \| \| \| \| |
|                   | \| \| Sphenacodontidae † \| \| \| \| \| \| Therapsida (mamíferos y sus ancestros directos) \| \| \| \| |
|                   | Sphenacodontidae †                                                                                     |
|                   | |
|                   | Therapsida (mamíferos y sus ancestros directos)                                                        |
|                   | |

|  | Sphenacodontidae †                              |
|  |                                                 |
|  | Therapsida (mamíferos y sus ancestros directos) |
|  |                                                 |

|                   | Cutleria †                                                                                             |
|                   | |
| Sphenacodontoidea | \| \| Sphenacodontidae † \| \| \| \| \| \| Therapsida (mamíferos y sus ancestros directos) \| \| \| \| |
|                   | \| \| Sphenacodontidae † \| \| \| \| \| \| Therapsida (mamíferos y sus ancestros directos) \| \| \| \| |
|                   | Sphenacodontidae †                                                                                     |
|                   | |
|                   | Therapsida (mamíferos y sus ancestros directos)                                                        |
|                   | |

|  | Sphenacodontidae †                              |
|  |                                                 |
|  | Therapsida (mamíferos y sus ancestros directos) |
|  |                                                 |

|                   | Cutleria †                                                                                             |
|                   | |
| Sphenacodontoidea | \| \| Sphenacodontidae † \| \| \| \| \| \| Therapsida (mamíferos y sus ancestros directos) \| \| \| \| |
|                   | \| \| Sphenacodontidae † \| \| \| \| \| \| Therapsida (mamíferos y sus ancestros directos) \| \| \| \| |
|                   | Sphenacodontidae †                                                                                     |
|                   | |
|                   | Therapsida (mamíferos y sus ancestros directos)                                                        |
|                   | |

|  | Sphenacodontidae †                              |
|  |                                                 |
|  | Therapsida (mamíferos y sus ancestros directos) |
|  |                                                 |

|                   | Cutleria †                                                                                             |
|                   | |
| Sphenacodontoidea | \| \| Sphenacodontidae † \| \| \| \| \| \| Therapsida (mamíferos y sus ancestros directos) \| \| \| \| |
|                   | \| \| Sphenacodontidae † \| \| \| \| \| \| Therapsida (mamíferos y sus ancestros directos) \| \| \| \| |
|                   | Sphenacodontidae †                                                                                     |
|                   | |
|                   | Therapsida (mamíferos y sus ancestros directos)                                                        |
|                   | |

|  | Sphenacodontidae †                              |
|  |                                                 |
|  | Therapsida (mamíferos y sus ancestros directos) |
|  |                                                 |

|                   | Cutleria †                                                                                             |
|                   | |
| Sphenacodontoidea | \| \| Sphenacodontidae † \| \| \| \| \| \| Therapsida (mamíferos y sus ancestros directos) \| \| \| \| |
|                   | \| \| Sphenacodontidae † \| \| \| \| \| \| Therapsida (mamíferos y sus ancestros directos) \| \| \| \| |
|                   | Sphenacodontidae †                                                                                     |
|                   | |
|                   | Therapsida (mamíferos y sus ancestros directos)                                                        |
|                   | |

|  | Sphenacodontidae †                              |
|  |                                                 |
|  | Therapsida (mamíferos y sus ancestros directos) |
|  |                                                 |

|                   | Cutleria †                                                                                             |
|                   | |
| Sphenacodontoidea | \| \| Sphenacodontidae † \| \| \| \| \| \| Therapsida (mamíferos y sus ancestros directos) \| \| \| \| |
|                   | \| \| Sphenacodontidae † \| \| \| \| \| \| Therapsida (mamíferos y sus ancestros directos) \| \| \| \| |
|                   | Sphenacodontidae †                                                                                     |
|                   | |
|                   | Therapsida (mamíferos y sus ancestros directos)                                                        |
|                   | |

|  | Sphenacodontidae †                              |
|  |                                                 |
|  | Therapsida (mamíferos y sus ancestros directos) |
|  |                                                 |

|                   | Cutleria †                                                                                             |
|                   | |
| Sphenacodontoidea | \| \| Sphenacodontidae † \| \| \| \| \| \| Therapsida (mamíferos y sus ancestros directos) \| \| \| \| |
|                   | \| \| Sphenacodontidae † \| \| \| \| \| \| Therapsida (mamíferos y sus ancestros directos) \| \| \| \| |
|                   | Sphenacodontidae †                                                                                     |
|                   | |
|                   | Therapsida (mamíferos y sus ancestros directos)                                                        |
|                   | |

|  | Sphenacodontidae †                              |
|  |                                                 |
|  | Therapsida (mamíferos y sus ancestros directos) |
|  |                                                 |

|                   | Cutleria †                                                                                             |
|                   | |
| Sphenacodontoidea | \| \| Sphenacodontidae † \| \| \| \| \| \| Therapsida (mamíferos y sus ancestros directos) \| \| \| \| |
|                   | \| \| Sphenacodontidae † \| \| \| \| \| \| Therapsida (mamíferos y sus ancestros directos) \| \| \| \| |
|                   | Sphenacodontidae †                                                                                     |
|                   | |
|                   | Therapsida (mamíferos y sus ancestros directos)                                                        |
|                   | |

|  | Sphenacodontidae †                              |
|  |                                                 |
|  | Therapsida (mamíferos y sus ancestros directos) |
|  |                                                 |

|                   | Cutleria †                                                                                             |
|                   | |
| Sphenacodontoidea | \| \| Sphenacodontidae † \| \| \| \| \| \| Therapsida (mamíferos y sus ancestros directos) \| \| \| \| |
|                   | \| \| Sphenacodontidae † \| \| \| \| \| \| Therapsida (mamíferos y sus ancestros directos) \| \| \| \| |
|                   | Sphenacodontidae †                                                                                     |
|                   | |
|                   | Therapsida (mamíferos y sus ancestros directos)                                                        |
|                   | |

|  | Sphenacodontidae †                              |
|  |                                                 |
|  | Therapsida (mamíferos y sus ancestros directos) |
|  |                                                 |

|                   | Cutleria †                                                                                             |
|                   | |
| Sphenacodontoidea | \| \| Sphenacodontidae † \| \| \| \| \| \| Therapsida (mamíferos y sus ancestros directos) \| \| \| \| |
|                   | \| \| Sphenacodontidae † \| \| \| \| \| \| Therapsida (mamíferos y sus ancestros directos) \| \| \| \| |
|                   | Sphenacodontidae †                                                                                     |
|                   | |
|                   | Therapsida (mamíferos y sus ancestros directos)                                                        |
|                   | |

|  | Sphenacodontidae †                              |
|  |                                                 |
|  | Therapsida (mamíferos y sus ancestros directos) |
|  |                                                 |

|                   | Cutleria †                                                                                             |
|                   | |
| Sphenacodontoidea | \| \| Sphenacodontidae † \| \| \| \| \| \| Therapsida (mamíferos y sus ancestros directos) \| \| \| \| |
|                   | \| \| Sphenacodontidae † \| \| \| \| \| \| Therapsida (mamíferos y sus ancestros directos) \| \| \| \| |
|                   | Sphenacodontidae †                                                                                     |
|                   | |
|                   | Therapsida (mamíferos y sus ancestros directos)                                                        |
|                   | |

|  | Sphenacodontidae †                              |
|  |                                                 |
|  | Therapsida (mamíferos y sus ancestros directos) |
|  |                                                 |

|                   | Cutleria †                                                                                             |
|                   | |
| Sphenacodontoidea | \| \| Sphenacodontidae † \| \| \| \| \| \| Therapsida (mamíferos y sus ancestros directos) \| \| \| \| |
|                   | \| \| Sphenacodontidae † \| \| \| \| \| \| Therapsida (mamíferos y sus ancestros directos) \| \| \| \| |
|                   | Sphenacodontidae †                                                                                     |
|                   | |
|                   | Therapsida (mamíferos y sus ancestros directos)                                                        |
|                   | |

|  | Sphenacodontidae †                              |
|  |                                                 |
|  | Therapsida (mamíferos y sus ancestros directos) |
|  |                                                 |

|                   | Cutleria †                                                                                             |
|                   | |
| Sphenacodontoidea | \| \| Sphenacodontidae † \| \| \| \| \| \| Therapsida (mamíferos y sus ancestros directos) \| \| \| \| |
|                   | \| \| Sphenacodontidae † \| \| \| \| \| \| Therapsida (mamíferos y sus ancestros directos) \| \| \| \| |
|                   | Sphenacodontidae †                                                                                     |
|                   | |
|                   | Therapsida (mamíferos y sus ancestros directos)                                                        |
|                   | |

|  | Sphenacodontidae †                              |
|  |                                                 |
|  | Therapsida (mamíferos y sus ancestros directos) |
|  |                                                 |

|                   | Cutleria †                                                                                             |
|                   | |
| Sphenacodontoidea | \| \| Sphenacodontidae † \| \| \| \| \| \| Therapsida (mamíferos y sus ancestros directos) \| \| \| \| |
|                   | \| \| Sphenacodontidae † \| \| \| \| \| \| Therapsida (mamíferos y sus ancestros directos) \| \| \| \| |
|                   | Sphenacodontidae †                                                                                     |
|                   | |
|                   | Therapsida (mamíferos y sus ancestros directos)                                                        |
|                   | |

|  | Sphenacodontidae †                              |
|  |                                                 |
|  | Therapsida (mamíferos y sus ancestros directos) |
|  |                                                 |

|                   | Cutleria †                                                                                             |
|                   | |
| Sphenacodontoidea | \| \| Sphenacodontidae † \| \| \| \| \| \| Therapsida (mamíferos y sus ancestros directos) \| \| \| \| |
|                   | \| \| Sphenacodontidae † \| \| \| \| \| \| Therapsida (mamíferos y sus ancestros directos) \| \| \| \| |
|                   | Sphenacodontidae †                                                                                     |
|                   | |
|                   | Therapsida (mamíferos y sus ancestros directos)                                                        |
|                   | |

|  | Sphenacodontidae †                              |
|  |                                                 |
|  | Therapsida (mamíferos y sus ancestros directos) |
|  |                                                 |

|                   | Cutleria †                                                                                             |
|                   | |
| Sphenacodontoidea | \| \| Sphenacodontidae † \| \| \| \| \| \| Therapsida (mamíferos y sus ancestros directos) \| \| \| \| |
|                   | \| \| Sphenacodontidae † \| \| \| \| \| \| Therapsida (mamíferos y sus ancestros directos) \| \| \| \| |
|                   | Sphenacodontidae †                                                                                     |
|                   | |
|                   | Therapsida (mamíferos y sus ancestros directos)                                                        |
|                   | |

|  | Sphenacodontidae †                              |
|  |                                                 |
|  | Therapsida (mamíferos y sus ancestros directos) |
|  |                                                 |

|                   | Cutleria †                                                                                             |
|                   | |
| Sphenacodontoidea | \| \| Sphenacodontidae † \| \| \| \| \| \| Therapsida (mamíferos y sus ancestros directos) \| \| \| \| |
|                   | \| \| Sphenacodontidae † \| \| \| \| \| \| Therapsida (mamíferos y sus ancestros directos) \| \| \| \| |
|                   | Sphenacodontidae †                                                                                     |
|                   | |
|                   | Therapsida (mamíferos y sus ancestros directos)                                                        |
|                   | |

|  | Sphenacodontidae †                              |
|  |                                                 |
|  | Therapsida (mamíferos y sus ancestros directos) |
|  |                                                 |

|                   | Cutleria †                                                                                             |
|                   | |
| Sphenacodontoidea | \| \| Sphenacodontidae † \| \| \| \| \| \| Therapsida (mamíferos y sus ancestros directos) \| \| \| \| |
|                   | \| \| Sphenacodontidae † \| \| \| \| \| \| Therapsida (mamíferos y sus ancestros directos) \| \| \| \| |
|                   | Sphenacodontidae †                                                                                     |
|                   | |
|                   | Therapsida (mamíferos y sus ancestros directos)                                                        |
|                   | |

|  | Sphenacodontidae †                              |
|  |                                                 |
|  | Therapsida (mamíferos y sus ancestros directos) |
|  |                                                 |

|                   | Cutleria †                                                                                             |
|                   | |
| Sphenacodontoidea | \| \| Sphenacodontidae † \| \| \| \| \| \| Therapsida (mamíferos y sus ancestros directos) \| \| \| \| |
|                   | \| \| Sphenacodontidae † \| \| \| \| \| \| Therapsida (mamíferos y sus ancestros directos) \| \| \| \| |
|                   | Sphenacodontidae †                                                                                     |
|                   | |
|                   | Therapsida (mamíferos y sus ancestros directos)                                                        |
|                   | |

|  | Sphenacodontidae †                              |
|  |                                                 |
|  | Therapsida (mamíferos y sus ancestros directos) |
|  |                                                 |

|                   | Cutleria †                                                                                             |
|                   | |
| Sphenacodontoidea | \| \| Sphenacodontidae † \| \| \| \| \| \| Therapsida (mamíferos y sus ancestros directos) \| \| \| \| |
|                   | \| \| Sphenacodontidae † \| \| \| \| \| \| Therapsida (mamíferos y sus ancestros directos) \| \| \| \| |
|                   | Sphenacodontidae †                                                                                     |
|                   | |
|                   | Therapsida (mamíferos y sus ancestros directos)                                                        |
|                   | |

|  | Sphenacodontidae †                              |
|  |                                                 |
|  | Therapsida (mamíferos y sus ancestros directos) |
|  |                                                 |

|                   | Cutleria †                                                                                             |
|                   | |
| Sphenacodontoidea | \| \| Sphenacodontidae † \| \| \| \| \| \| Therapsida (mamíferos y sus ancestros directos) \| \| \| \| |
|                   | \| \| Sphenacodontidae † \| \| \| \| \| \| Therapsida (mamíferos y sus ancestros directos) \| \| \| \| |
|                   | Sphenacodontidae †                                                                                     |
|                   | |
|                   | Therapsida (mamíferos y sus ancestros directos)                                                        |
|                   | |

|  | Sphenacodontidae †                              |
|  |                                                 |
|  | Therapsida (mamíferos y sus ancestros directos) |
|  |                                                 |

|                   | Cutleria †                                                                                             |
|                   | |
| Sphenacodontoidea | \| \| Sphenacodontidae † \| \| \| \| \| \| Therapsida (mamíferos y sus ancestros directos) \| \| \| \| |
|                   | \| \| Sphenacodontidae † \| \| \| \| \| \| Therapsida (mamíferos y sus ancestros directos) \| \| \| \| |
|                   | Sphenacodontidae †                                                                                     |
|                   | |
|                   | Therapsida (mamíferos y sus ancestros directos)                                                        |
|                   | |

|  | Sphenacodontidae †                              |
|  |                                                 |
|  | Therapsida (mamíferos y sus ancestros directos) |
|  |                                                 |

|                   | Cutleria †                                                                                             |
|                   | |
| Sphenacodontoidea | \| \| Sphenacodontidae † \| \| \| \| \| \| Therapsida (mamíferos y sus ancestros directos) \| \| \| \| |
|                   | \| \| Sphenacodontidae † \| \| \| \| \| \| Therapsida (mamíferos y sus ancestros directos) \| \| \| \| |
|                   | Sphenacodontidae †                                                                                     |
|                   | |
|                   | Therapsida (mamíferos y sus ancestros directos)                                                        |
|                   | |

|  | Sphenacodontidae †                              |
|  |                                                 |
|  | Therapsida (mamíferos y sus ancestros directos) |
|  |                                                 |

|                   | Cutleria †                                                                                             |
|                   | |
| Sphenacodontoidea | \| \| Sphenacodontidae † \| \| \| \| \| \| Therapsida (mamíferos y sus ancestros directos) \| \| \| \| |
|                   | \| \| Sphenacodontidae † \| \| \| \| \| \| Therapsida (mamíferos y sus ancestros directos) \| \| \| \| |
|                   | Sphenacodontidae †                                                                                     |
|                   | |
|                   | Therapsida (mamíferos y sus ancestros directos)                                                        |
|                   | |

|  | Sphenacodontidae †                              |
|  |                                                 |
|  | Therapsida (mamíferos y sus ancestros directos) |
|  |                                                 |

|                   | Cutleria †                                                                                             |
|                   | |
| Sphenacodontoidea | \| \| Sphenacodontidae † \| \| \| \| \| \| Therapsida (mamíferos y sus ancestros directos) \| \| \| \| |
|                   | \| \| Sphenacodontidae † \| \| \| \| \| \| Therapsida (mamíferos y sus ancestros directos) \| \| \| \| |
|                   | Sphenacodontidae †                                                                                     |
|                   | |
|                   | Therapsida (mamíferos y sus ancestros directos)                                                        |
|                   | |

|  | Sphenacodontidae †                              |
|  |                                                 |
|  | Therapsida (mamíferos y sus ancestros directos) |
|  |                                                 |

|                   | Cutleria †                                                                                             |
|                   | |
| Sphenacodontoidea | \| \| Sphenacodontidae † \| \| \| \| \| \| Therapsida (mamíferos y sus ancestros directos) \| \| \| \| |
|                   | \| \| Sphenacodontidae † \| \| \| \| \| \| Therapsida (mamíferos y sus ancestros directos) \| \| \| \| |
|                   | Sphenacodontidae †                                                                                     |
|                   | |
|                   | Therapsida (mamíferos y sus ancestros directos)                                                        |
|                   | |

|  | Sphenacodontidae †                              |
|  |                                                 |
|  | Therapsida (mamíferos y sus ancestros directos) |
|  |                                                 |

|                   | Cutleria †                                                                                             |
|                   | |
| Sphenacodontoidea | \| \| Sphenacodontidae † \| \| \| \| \| \| Therapsida (mamíferos y sus ancestros directos) \| \| \| \| |
|                   | \| \| Sphenacodontidae † \| \| \| \| \| \| Therapsida (mamíferos y sus ancestros directos) \| \| \| \| |
|                   | Sphenacodontidae †                                                                                     |
|                   | |
|                   | Therapsida (mamíferos y sus ancestros directos)                                                        |
|                   | |

|  | Sphenacodontidae †                              |
|  |                                                 |
|  | Therapsida (mamíferos y sus ancestros directos) |
|  |                                                 |

|                   | Cutleria †                                                                                             |
|                   | |
| Sphenacodontoidea | \| \| Sphenacodontidae † \| \| \| \| \| \| Therapsida (mamíferos y sus ancestros directos) \| \| \| \| |
|                   | \| \| Sphenacodontidae † \| \| \| \| \| \| Therapsida (mamíferos y sus ancestros directos) \| \| \| \| |
|                   | Sphenacodontidae †                                                                                     |
|                   | |
|                   | Therapsida (mamíferos y sus ancestros directos)                                                        |
|                   | |

|  | Sphenacodontidae †                              |
|  |                                                 |
|  | Therapsida (mamíferos y sus ancestros directos) |
|  |                                                 |

|                   | Cutleria †                                                                                             |
|                   | |
| Sphenacodontoidea | \| \| Sphenacodontidae † \| \| \| \| \| \| Therapsida (mamíferos y sus ancestros directos) \| \| \| \| |
|                   | \| \| Sphenacodontidae † \| \| \| \| \| \| Therapsida (mamíferos y sus ancestros directos) \| \| \| \| |
|                   | Sphenacodontidae †                                                                                     |
|                   | |
|                   | Therapsida (mamíferos y sus ancestros directos)                                                        |
|                   | |

|  | Sphenacodontidae †                              |
|  |                                                 |
|  | Therapsida (mamíferos y sus ancestros directos) |
|  |                                                 |

|                   | Cutleria †                                                                                             |
|                   | |
| Sphenacodontoidea | \| \| Sphenacodontidae † \| \| \| \| \| \| Therapsida (mamíferos y sus ancestros directos) \| \| \| \| |
|                   | \| \| Sphenacodontidae † \| \| \| \| \| \| Therapsida (mamíferos y sus ancestros directos) \| \| \| \| |
|                   | Sphenacodontidae †                                                                                     |
|                   | |
|                   | Therapsida (mamíferos y sus ancestros directos)                                                        |
|                   | |

|  | Sphenacodontidae †                              |
|  |                                                 |
|  | Therapsida (mamíferos y sus ancestros directos) |
|  |                                                 |

|                   | Cutleria †                                                                                             |
|                   | |
| Sphenacodontoidea | \| \| Sphenacodontidae † \| \| \| \| \| \| Therapsida (mamíferos y sus ancestros directos) \| \| \| \| |
|                   | \| \| Sphenacodontidae † \| \| \| \| \| \| Therapsida (mamíferos y sus ancestros directos) \| \| \| \| |
|                   | Sphenacodontidae †                                                                                     |
|                   | |
|                   | Therapsida (mamíferos y sus ancestros directos)                                                        |
|                   | |

|  | Sphenacodontidae †                              |
|  |                                                 |
|  | Therapsida (mamíferos y sus ancestros directos) |
|  |                                                 |

|                   | Cutleria †                                                                                             |
|                   | |
| Sphenacodontoidea | \| \| Sphenacodontidae † \| \| \| \| \| \| Therapsida (mamíferos y sus ancestros directos) \| \| \| \| |
|                   | \| \| Sphenacodontidae † \| \| \| \| \| \| Therapsida (mamíferos y sus ancestros directos) \| \| \| \| |
|                   | Sphenacodontidae †                                                                                     |
|                   | |
|                   | Therapsida (mamíferos y sus ancestros directos)                                                        |
|                   | |

|  | Sphenacodontidae †                              |
|  |                                                 |
|  | Therapsida (mamíferos y sus ancestros directos) |
|  |                                                 |

|                   | Cutleria †                                                                                             |
|                   | |
| Sphenacodontoidea | \| \| Sphenacodontidae † \| \| \| \| \| \| Therapsida (mamíferos y sus ancestros directos) \| \| \| \| |
|                   | \| \| Sphenacodontidae † \| \| \| \| \| \| Therapsida (mamíferos y sus ancestros directos) \| \| \| \| |
|                   | Sphenacodontidae †                                                                                     |
|                   | |
|                   | Therapsida (mamíferos y sus ancestros directos)                                                        |
|                   | |

|  | Sphenacodontidae †                              |
|  |                                                 |
|  | Therapsida (mamíferos y sus ancestros directos) |
|  |                                                 |

|                   | Cutleria †                                                                                             |
|                   | |
| Sphenacodontoidea | \| \| Sphenacodontidae † \| \| \| \| \| \| Therapsida (mamíferos y sus ancestros directos) \| \| \| \| |
|                   | \| \| Sphenacodontidae † \| \| \| \| \| \| Therapsida (mamíferos y sus ancestros directos) \| \| \| \| |
|                   | Sphenacodontidae †                                                                                     |
|                   | |
|                   | Therapsida (mamíferos y sus ancestros directos)                                                        |
|                   | |

|  | Sphenacodontidae †                              |
|  |                                                 |
|  | Therapsida (mamíferos y sus ancestros directos) |
|  |                                                 |

|                   | Cutleria †                                                                                             |
|                   | |
| Sphenacodontoidea | \| \| Sphenacodontidae † \| \| \| \| \| \| Therapsida (mamíferos y sus ancestros directos) \| \| \| \| |
|                   | \| \| Sphenacodontidae † \| \| \| \| \| \| Therapsida (mamíferos y sus ancestros directos) \| \| \| \| |
|                   | Sphenacodontidae †                                                                                     |
|                   | |
|                   | Therapsida (mamíferos y sus ancestros directos)                                                        |
|                   | |

|  | Sphenacodontidae †                              |
|  |                                                 |
|  | Therapsida (mamíferos y sus ancestros directos) |
|  |                                                 |

|                   | Cutleria †                                                                                             |
|                   | |
| Sphenacodontoidea | \| \| Sphenacodontidae † \| \| \| \| \| \| Therapsida (mamíferos y sus ancestros directos) \| \| \| \| |
|                   | \| \| Sphenacodontidae † \| \| \| \| \| \| Therapsida (mamíferos y sus ancestros directos) \| \| \| \| |
|                   | Sphenacodontidae †                                                                                     |
|                   | |
|                   | Therapsida (mamíferos y sus ancestros directos)                                                        |
|                   | |

|  | Sphenacodontidae †                              |
|  |                                                 |
|  | Therapsida (mamíferos y sus ancestros directos) |
|  |                                                 |

|                   | Cutleria †                                                                                             |
|                   | |
| Sphenacodontoidea | \| \| Sphenacodontidae † \| \| \| \| \| \| Therapsida (mamíferos y sus ancestros directos) \| \| \| \| |
|                   | \| \| Sphenacodontidae † \| \| \| \| \| \| Therapsida (mamíferos y sus ancestros directos) \| \| \| \| |
|                   | Sphenacodontidae †                                                                                     |
|                   | |
|                   | Therapsida (mamíferos y sus ancestros directos)                                                        |
|                   | |

|  | Sphenacodontidae †                              |
|  |                                                 |
|  | Therapsida (mamíferos y sus ancestros directos) |
|  |                                                 |

|                   | Cutleria †                                                                                             |
|                   | |
| Sphenacodontoidea | \| \| Sphenacodontidae † \| \| \| \| \| \| Therapsida (mamíferos y sus ancestros directos) \| \| \| \| |
|                   | \| \| Sphenacodontidae † \| \| \| \| \| \| Therapsida (mamíferos y sus ancestros directos) \| \| \| \| |
|                   | Sphenacodontidae †                                                                                     |
|                   | |
|                   | Therapsida (mamíferos y sus ancestros directos)                                                        |
|                   | |

|  | Sphenacodontidae †                              |
|  |                                                 |
|  | Therapsida (mamíferos y sus ancestros directos) |
|  |                                                 |

|                   | Cutleria †                                                                                             |
|                   | |
| Sphenacodontoidea | \| \| Sphenacodontidae † \| \| \| \| \| \| Therapsida (mamíferos y sus ancestros directos) \| \| \| \| |
|                   | \| \| Sphenacodontidae † \| \| \| \| \| \| Therapsida (mamíferos y sus ancestros directos) \| \| \| \| |
|                   | Sphenacodontidae †                                                                                     |
|                   | |
|                   | Therapsida (mamíferos y sus ancestros directos)                                                        |
|                   | |

|  | Sphenacodontidae †                              |
|  |                                                 |
|  | Therapsida (mamíferos y sus ancestros directos) |
|  |                                                 |

|                   | Cutleria †                                                                                             |
|                   | |
| Sphenacodontoidea | \| \| Sphenacodontidae † \| \| \| \| \| \| Therapsida (mamíferos y sus ancestros directos) \| \| \| \| |
|                   | \| \| Sphenacodontidae † \| \| \| \| \| \| Therapsida (mamíferos y sus ancestros directos) \| \| \| \| |
|                   | Sphenacodontidae †                                                                                     |
|                   | |
|                   | Therapsida (mamíferos y sus ancestros directos)                                                        |
|                   | |

|  | Sphenacodontidae †                              |
|  |                                                 |
|  | Therapsida (mamíferos y sus ancestros directos) |
|  |                                                 |

|                   | Cutleria †                                                                                             |
|                   | |
| Sphenacodontoidea | \| \| Sphenacodontidae † \| \| \| \| \| \| Therapsida (mamíferos y sus ancestros directos) \| \| \| \| |
|                   | \| \| Sphenacodontidae † \| \| \| \| \| \| Therapsida (mamíferos y sus ancestros directos) \| \| \| \| |
|                   | Sphenacodontidae †                                                                                     |
|                   | |
|                   | Therapsida (mamíferos y sus ancestros directos)                                                        |
|                   | |

|  | Sphenacodontidae †                              |
|  |                                                 |
|  | Therapsida (mamíferos y sus ancestros directos) |
|  |                                                 |

|                   | Cutleria †                                                                                             |
|                   | |
| Sphenacodontoidea | \| \| Sphenacodontidae † \| \| \| \| \| \| Therapsida (mamíferos y sus ancestros directos) \| \| \| \| |
|                   | \| \| Sphenacodontidae † \| \| \| \| \| \| Therapsida (mamíferos y sus ancestros directos) \| \| \| \| |
|                   | Sphenacodontidae †                                                                                     |
|                   | |
|                   | Therapsida (mamíferos y sus ancestros directos)                                                        |
|                   | |

|  | Sphenacodontidae †                              |
|  |                                                 |
|  | Therapsida (mamíferos y sus ancestros directos) |
|  |                                                 |

|                   | Cutleria †                                                                                             |
|                   | |
| Sphenacodontoidea | \| \| Sphenacodontidae † \| \| \| \| \| \| Therapsida (mamíferos y sus ancestros directos) \| \| \| \| |
|                   | \| \| Sphenacodontidae † \| \| \| \| \| \| Therapsida (mamíferos y sus ancestros directos) \| \| \| \| |
|                   | Sphenacodontidae †                                                                                     |
|                   | |
|                   | Therapsida (mamíferos y sus ancestros directos)                                                        |
|                   | |

|  | Sphenacodontidae †                              |
|  |                                                 |
|  | Therapsida (mamíferos y sus ancestros directos) |
|  |                                                 |

|  | Eothyrididae † |
|  |                |
|  | Caseidae †     |
|  |                |

|                   | Cutleria †                                                                                             |
|                   | |
| Sphenacodontoidea | \| \| Sphenacodontidae † \| \| \| \| \| \| Therapsida (mamíferos y sus ancestros directos) \| \| \| \| |
|                   | \| \| Sphenacodontidae † \| \| \| \| \| \| Therapsida (mamíferos y sus ancestros directos) \| \| \| \| |
|                   | Sphenacodontidae †                                                                                     |
|                   | |
|                   | Therapsida (mamíferos y sus ancestros directos)                                                        |
|                   | |

|  | Sphenacodontidae †                              |
|  |                                                 |
|  | Therapsida (mamíferos y sus ancestros directos) |
|  |                                                 |

|                   | Cutleria †                                                                                             |
|                   | |
| Sphenacodontoidea | \| \| Sphenacodontidae † \| \| \| \| \| \| Therapsida (mamíferos y sus ancestros directos) \| \| \| \| |
|                   | \| \| Sphenacodontidae † \| \| \| \| \| \| Therapsida (mamíferos y sus ancestros directos) \| \| \| \| |
|                   | Sphenacodontidae †                                                                                     |
|                   | |
|                   | Therapsida (mamíferos y sus ancestros directos)                                                        |
|                   | |

|  | Sphenacodontidae †                              |
|  |                                                 |
|  | Therapsida (mamíferos y sus ancestros directos) |
|  |                                                 |

|                   | Cutleria †                                                                                             |
|                   | |
| Sphenacodontoidea | \| \| Sphenacodontidae † \| \| \| \| \| \| Therapsida (mamíferos y sus ancestros directos) \| \| \| \| |
|                   | \| \| Sphenacodontidae † \| \| \| \| \| \| Therapsida (mamíferos y sus ancestros directos) \| \| \| \| |
|                   | Sphenacodontidae †                                                                                     |
|                   | |
|                   | Therapsida (mamíferos y sus ancestros directos)                                                        |
|                   | |

|  | Sphenacodontidae †                              |
|  |                                                 |
|  | Therapsida (mamíferos y sus ancestros directos) |
|  |                                                 |

|                   | Cutleria †                                                                                             |
|                   | |
| Sphenacodontoidea | \| \| Sphenacodontidae † \| \| \| \| \| \| Therapsida (mamíferos y sus ancestros directos) \| \| \| \| |
|                   | \| \| Sphenacodontidae † \| \| \| \| \| \| Therapsida (mamíferos y sus ancestros directos) \| \| \| \| |
|                   | Sphenacodontidae †                                                                                     |
|                   | |
|                   | Therapsida (mamíferos y sus ancestros directos)                                                        |
|                   | |

|  | Sphenacodontidae †                              |
|  |                                                 |
|  | Therapsida (mamíferos y sus ancestros directos) |
|  |                                                 |

|                   | Cutleria †                                                                                             |
|                   | |
| Sphenacodontoidea | \| \| Sphenacodontidae † \| \| \| \| \| \| Therapsida (mamíferos y sus ancestros directos) \| \| \| \| |
|                   | \| \| Sphenacodontidae † \| \| \| \| \| \| Therapsida (mamíferos y sus ancestros directos) \| \| \| \| |
|                   | Sphenacodontidae †                                                                                     |
|                   | |
|                   | Therapsida (mamíferos y sus ancestros directos)                                                        |
|                   | |

|  | Sphenacodontidae †                              |
|  |                                                 |
|  | Therapsida (mamíferos y sus ancestros directos) |
|  |                                                 |

|                   | Cutleria †                                                                                             |
|                   | |
| Sphenacodontoidea | \| \| Sphenacodontidae † \| \| \| \| \| \| Therapsida (mamíferos y sus ancestros directos) \| \| \| \| |
|                   | \| \| Sphenacodontidae † \| \| \| \| \| \| Therapsida (mamíferos y sus ancestros directos) \| \| \| \| |
|                   | Sphenacodontidae †                                                                                     |
|                   | |
|                   | Therapsida (mamíferos y sus ancestros directos)                                                        |
|                   | |

|  | Sphenacodontidae †                              |
|  |                                                 |
|  | Therapsida (mamíferos y sus ancestros directos) |
|  |                                                 |

|                   | Cutleria †                                                                                             |
|                   | |
| Sphenacodontoidea | \| \| Sphenacodontidae † \| \| \| \| \| \| Therapsida (mamíferos y sus ancestros directos) \| \| \| \| |
|                   | \| \| Sphenacodontidae † \| \| \| \| \| \| Therapsida (mamíferos y sus ancestros directos) \| \| \| \| |
|                   | Sphenacodontidae †                                                                                     |
|                   | |
|                   | Therapsida (mamíferos y sus ancestros directos)                                                        |
|                   | |

|  | Sphenacodontidae †                              |
|  |                                                 |
|  | Therapsida (mamíferos y sus ancestros directos) |
|  |                                                 |

|                   | Cutleria †                                                                                             |
|                   | |
| Sphenacodontoidea | \| \| Sphenacodontidae † \| \| \| \| \| \| Therapsida (mamíferos y sus ancestros directos) \| \| \| \| |
|                   | \| \| Sphenacodontidae † \| \| \| \| \| \| Therapsida (mamíferos y sus ancestros directos) \| \| \| \| |
|                   | Sphenacodontidae †                                                                                     |
|                   | |
|                   | Therapsida (mamíferos y sus ancestros directos)                                                        |
|                   | |

|  | Sphenacodontidae †                              |
|  |                                                 |
|  | Therapsida (mamíferos y sus ancestros directos) |
|  |                                                 |

|                   | Cutleria †                                                                                             |
|                   | |
| Sphenacodontoidea | \| \| Sphenacodontidae † \| \| \| \| \| \| Therapsida (mamíferos y sus ancestros directos) \| \| \| \| |
|                   | \| \| Sphenacodontidae † \| \| \| \| \| \| Therapsida (mamíferos y sus ancestros directos) \| \| \| \| |
|                   | Sphenacodontidae †                                                                                     |
|                   | |
|                   | Therapsida (mamíferos y sus ancestros directos)                                                        |
|                   | |

|  | Sphenacodontidae †                              |
|  |                                                 |
|  | Therapsida (mamíferos y sus ancestros directos) |
|  |                                                 |

|                   | Cutleria †                                                                                             |
|                   | |
| Sphenacodontoidea | \| \| Sphenacodontidae † \| \| \| \| \| \| Therapsida (mamíferos y sus ancestros directos) \| \| \| \| |
|                   | \| \| Sphenacodontidae † \| \| \| \| \| \| Therapsida (mamíferos y sus ancestros directos) \| \| \| \| |
|                   | Sphenacodontidae †                                                                                     |
|                   | |
|                   | Therapsida (mamíferos y sus ancestros directos)                                                        |
|                   | |

|  | Sphenacodontidae †                              |
|  |                                                 |
|  | Therapsida (mamíferos y sus ancestros directos) |
|  |                                                 |

|                   | Cutleria †                                                                                             |
|                   | |
| Sphenacodontoidea | \| \| Sphenacodontidae † \| \| \| \| \| \| Therapsida (mamíferos y sus ancestros directos) \| \| \| \| |
|                   | \| \| Sphenacodontidae † \| \| \| \| \| \| Therapsida (mamíferos y sus ancestros directos) \| \| \| \| |
|                   | Sphenacodontidae †                                                                                     |
|                   | |
|                   | Therapsida (mamíferos y sus ancestros directos)                                                        |
|                   | |

|  | Sphenacodontidae †                              |
|  |                                                 |
|  | Therapsida (mamíferos y sus ancestros directos) |
|  |                                                 |

|                   | Cutleria †                                                                                             |
|                   | |
| Sphenacodontoidea | \| \| Sphenacodontidae † \| \| \| \| \| \| Therapsida (mamíferos y sus ancestros directos) \| \| \| \| |
|                   | \| \| Sphenacodontidae † \| \| \| \| \| \| Therapsida (mamíferos y sus ancestros directos) \| \| \| \| |
|                   | Sphenacodontidae †                                                                                     |
|                   | |
|                   | Therapsida (mamíferos y sus ancestros directos)                                                        |
|                   | |

|  | Sphenacodontidae †                              |
|  |                                                 |
|  | Therapsida (mamíferos y sus ancestros directos) |
|  |                                                 |

|                   | Cutleria †                                                                                             |
|                   | |
| Sphenacodontoidea | \| \| Sphenacodontidae † \| \| \| \| \| \| Therapsida (mamíferos y sus ancestros directos) \| \| \| \| |
|                   | \| \| Sphenacodontidae † \| \| \| \| \| \| Therapsida (mamíferos y sus ancestros directos) \| \| \| \| |
|                   | Sphenacodontidae †                                                                                     |
|                   | |
|                   | Therapsida (mamíferos y sus ancestros directos)                                                        |
|                   | |

|  | Sphenacodontidae †                              |
|  |                                                 |
|  | Therapsida (mamíferos y sus ancestros directos) |
|  |                                                 |

|                   | Cutleria †                                                                                             |
|                   | |
| Sphenacodontoidea | \| \| Sphenacodontidae † \| \| \| \| \| \| Therapsida (mamíferos y sus ancestros directos) \| \| \| \| |
|                   | \| \| Sphenacodontidae † \| \| \| \| \| \| Therapsida (mamíferos y sus ancestros directos) \| \| \| \| |
|                   | Sphenacodontidae †                                                                                     |
|                   | |
|                   | Therapsida (mamíferos y sus ancestros directos)                                                        |
|                   | |

|  | Sphenacodontidae †                              |
|  |                                                 |
|  | Therapsida (mamíferos y sus ancestros directos) |
|  |                                                 |

|                   | Cutleria †                                                                                             |
|                   | |
| Sphenacodontoidea | \| \| Sphenacodontidae † \| \| \| \| \| \| Therapsida (mamíferos y sus ancestros directos) \| \| \| \| |
|                   | \| \| Sphenacodontidae † \| \| \| \| \| \| Therapsida (mamíferos y sus ancestros directos) \| \| \| \| |
|                   | Sphenacodontidae †                                                                                     |
|                   | |
|                   | Therapsida (mamíferos y sus ancestros directos)                                                        |
|                   | |

|  | Sphenacodontidae †                              |
|  |                                                 |
|  | Therapsida (mamíferos y sus ancestros directos) |
|  |                                                 |

|                   | Cutleria †                                                                                             |
|                   | |
| Sphenacodontoidea | \| \| Sphenacodontidae † \| \| \| \| \| \| Therapsida (mamíferos y sus ancestros directos) \| \| \| \| |
|                   | \| \| Sphenacodontidae † \| \| \| \| \| \| Therapsida (mamíferos y sus ancestros directos) \| \| \| \| |
|                   | Sphenacodontidae †                                                                                     |
|                   | |
|                   | Therapsida (mamíferos y sus ancestros directos)                                                        |
|                   | |

|  | Sphenacodontidae †                              |
|  |                                                 |
|  | Therapsida (mamíferos y sus ancestros directos) |
|  |                                                 |

|                   | Cutleria †                                                                                             |
|                   | |
| Sphenacodontoidea | \| \| Sphenacodontidae † \| \| \| \| \| \| Therapsida (mamíferos y sus ancestros directos) \| \| \| \| |
|                   | \| \| Sphenacodontidae † \| \| \| \| \| \| Therapsida (mamíferos y sus ancestros directos) \| \| \| \| |
|                   | Sphenacodontidae †                                                                                     |
|                   | |
|                   | Therapsida (mamíferos y sus ancestros directos)                                                        |
|                   | |

|  | Sphenacodontidae †                              |
|  |                                                 |
|  | Therapsida (mamíferos y sus ancestros directos) |
|  |                                                 |

|                   | Cutleria †                                                                                             |
|                   | |
| Sphenacodontoidea | \| \| Sphenacodontidae † \| \| \| \| \| \| Therapsida (mamíferos y sus ancestros directos) \| \| \| \| |
|                   | \| \| Sphenacodontidae † \| \| \| \| \| \| Therapsida (mamíferos y sus ancestros directos) \| \| \| \| |
|                   | Sphenacodontidae †                                                                                     |
|                   | |
|                   | Therapsida (mamíferos y sus ancestros directos)                                                        |
|                   | |

|  | Sphenacodontidae †                              |
|  |                                                 |
|  | Therapsida (mamíferos y sus ancestros directos) |
|  |                                                 |

|                   | Cutleria †                                                                                             |
|                   | |
| Sphenacodontoidea | \| \| Sphenacodontidae † \| \| \| \| \| \| Therapsida (mamíferos y sus ancestros directos) \| \| \| \| |
|                   | \| \| Sphenacodontidae † \| \| \| \| \| \| Therapsida (mamíferos y sus ancestros directos) \| \| \| \| |
|                   | Sphenacodontidae †                                                                                     |
|                   | |
|                   | Therapsida (mamíferos y sus ancestros directos)                                                        |
|                   | |

|  | Sphenacodontidae †                              |
|  |                                                 |
|  | Therapsida (mamíferos y sus ancestros directos) |
|  |                                                 |

|                   | Cutleria †                                                                                             |
|                   | |
| Sphenacodontoidea | \| \| Sphenacodontidae † \| \| \| \| \| \| Therapsida (mamíferos y sus ancestros directos) \| \| \| \| |
|                   | \| \| Sphenacodontidae † \| \| \| \| \| \| Therapsida (mamíferos y sus ancestros directos) \| \| \| \| |
|                   | Sphenacodontidae †                                                                                     |
|                   | |
|                   | Therapsida (mamíferos y sus ancestros directos)                                                        |
|                   | |

|  | Sphenacodontidae †                              |
|  |                                                 |
|  | Therapsida (mamíferos y sus ancestros directos) |
|  |                                                 |

|                   | Cutleria †                                                                                             |
|                   | |
| Sphenacodontoidea | \| \| Sphenacodontidae † \| \| \| \| \| \| Therapsida (mamíferos y sus ancestros directos) \| \| \| \| |
|                   | \| \| Sphenacodontidae † \| \| \| \| \| \| Therapsida (mamíferos y sus ancestros directos) \| \| \| \| |
|                   | Sphenacodontidae †                                                                                     |
|                   | |
|                   | Therapsida (mamíferos y sus ancestros directos)                                                        |
|                   | |

|  | Sphenacodontidae †                              |
|  |                                                 |
|  | Therapsida (mamíferos y sus ancestros directos) |
|  |                                                 |

|                   | Cutleria †                                                                                             |
|                   | |
| Sphenacodontoidea | \| \| Sphenacodontidae † \| \| \| \| \| \| Therapsida (mamíferos y sus ancestros directos) \| \| \| \| |
|                   | \| \| Sphenacodontidae † \| \| \| \| \| \| Therapsida (mamíferos y sus ancestros directos) \| \| \| \| |
|                   | Sphenacodontidae †                                                                                     |
|                   | |
|                   | Therapsida (mamíferos y sus ancestros directos)                                                        |
|                   | |

|  | Sphenacodontidae †                              |
|  |                                                 |
|  | Therapsida (mamíferos y sus ancestros directos) |
|  |                                                 |

|                   | Cutleria †                                                                                             |
|                   | |
| Sphenacodontoidea | \| \| Sphenacodontidae † \| \| \| \| \| \| Therapsida (mamíferos y sus ancestros directos) \| \| \| \| |
|                   | \| \| Sphenacodontidae † \| \| \| \| \| \| Therapsida (mamíferos y sus ancestros directos) \| \| \| \| |
|                   | Sphenacodontidae †                                                                                     |
|                   | |
|                   | Therapsida (mamíferos y sus ancestros directos)                                                        |
|                   | |

|  | Sphenacodontidae †                              |
|  |                                                 |
|  | Therapsida (mamíferos y sus ancestros directos) |
|  |                                                 |

|                   | Cutleria †                                                                                             |
|                   | |
| Sphenacodontoidea | \| \| Sphenacodontidae † \| \| \| \| \| \| Therapsida (mamíferos y sus ancestros directos) \| \| \| \| |
|                   | \| \| Sphenacodontidae † \| \| \| \| \| \| Therapsida (mamíferos y sus ancestros directos) \| \| \| \| |
|                   | Sphenacodontidae †                                                                                     |
|                   | |
|                   | Therapsida (mamíferos y sus ancestros directos)                                                        |
|                   | |

|  | Sphenacodontidae †                              |
|  |                                                 |
|  | Therapsida (mamíferos y sus ancestros directos) |
|  |                                                 |

|                   | Cutleria †                                                                                             |
|                   | |
| Sphenacodontoidea | \| \| Sphenacodontidae † \| \| \| \| \| \| Therapsida (mamíferos y sus ancestros directos) \| \| \| \| |
|                   | \| \| Sphenacodontidae † \| \| \| \| \| \| Therapsida (mamíferos y sus ancestros directos) \| \| \| \| |
|                   | Sphenacodontidae †                                                                                     |
|                   | |
|                   | Therapsida (mamíferos y sus ancestros directos)                                                        |
|                   | |

|  | Sphenacodontidae †                              |
|  |                                                 |
|  | Therapsida (mamíferos y sus ancestros directos) |
|  |                                                 |

|                   | Cutleria †                                                                                             |
|                   | |
| Sphenacodontoidea | \| \| Sphenacodontidae † \| \| \| \| \| \| Therapsida (mamíferos y sus ancestros directos) \| \| \| \| |
|                   | \| \| Sphenacodontidae † \| \| \| \| \| \| Therapsida (mamíferos y sus ancestros directos) \| \| \| \| |
|                   | Sphenacodontidae †                                                                                     |
|                   | |
|                   | Therapsida (mamíferos y sus ancestros directos)                                                        |
|                   | |

|  | Sphenacodontidae †                              |
|  |                                                 |
|  | Therapsida (mamíferos y sus ancestros directos) |
|  |                                                 |

|                   | Cutleria †                                                                                             |
|                   | |
| Sphenacodontoidea | \| \| Sphenacodontidae † \| \| \| \| \| \| Therapsida (mamíferos y sus ancestros directos) \| \| \| \| |
|                   | \| \| Sphenacodontidae † \| \| \| \| \| \| Therapsida (mamíferos y sus ancestros directos) \| \| \| \| |
|                   | Sphenacodontidae †                                                                                     |
|                   | |
|                   | Therapsida (mamíferos y sus ancestros directos)                                                        |
|                   | |

|  | Sphenacodontidae †                              |
|  |                                                 |
|  | Therapsida (mamíferos y sus ancestros directos) |
|  |                                                 |

|                   | Cutleria †                                                                                             |
|                   | |
| Sphenacodontoidea | \| \| Sphenacodontidae † \| \| \| \| \| \| Therapsida (mamíferos y sus ancestros directos) \| \| \| \| |
|                   | \| \| Sphenacodontidae † \| \| \| \| \| \| Therapsida (mamíferos y sus ancestros directos) \| \| \| \| |
|                   | Sphenacodontidae †                                                                                     |
|                   | |
|                   | Therapsida (mamíferos y sus ancestros directos)                                                        |
|                   | |

|  | Sphenacodontidae †                              |
|  |                                                 |
|  | Therapsida (mamíferos y sus ancestros directos) |
|  |                                                 |

|                   | Cutleria †                                                                                             |
|                   | |
| Sphenacodontoidea | \| \| Sphenacodontidae † \| \| \| \| \| \| Therapsida (mamíferos y sus ancestros directos) \| \| \| \| |
|                   | \| \| Sphenacodontidae † \| \| \| \| \| \| Therapsida (mamíferos y sus ancestros directos) \| \| \| \| |
|                   | Sphenacodontidae †                                                                                     |
|                   | |
|                   | Therapsida (mamíferos y sus ancestros directos)                                                        |
|                   | |

|  | Sphenacodontidae †                              |
|  |                                                 |
|  | Therapsida (mamíferos y sus ancestros directos) |
|  |                                                 |

|                   | Cutleria †                                                                                             |
|                   | |
| Sphenacodontoidea | \| \| Sphenacodontidae † \| \| \| \| \| \| Therapsida (mamíferos y sus ancestros directos) \| \| \| \| |
|                   | \| \| Sphenacodontidae † \| \| \| \| \| \| Therapsida (mamíferos y sus ancestros directos) \| \| \| \| |
|                   | Sphenacodontidae †                                                                                     |
|                   | |
|                   | Therapsida (mamíferos y sus ancestros directos)                                                        |
|                   | |

|  | Sphenacodontidae †                              |
|  |                                                 |
|  | Therapsida (mamíferos y sus ancestros directos) |
|  |                                                 |

|                   | Cutleria †                                                                                             |
|                   | |
| Sphenacodontoidea | \| \| Sphenacodontidae † \| \| \| \| \| \| Therapsida (mamíferos y sus ancestros directos) \| \| \| \| |
|                   | \| \| Sphenacodontidae † \| \| \| \| \| \| Therapsida (mamíferos y sus ancestros directos) \| \| \| \| |
|                   | Sphenacodontidae †                                                                                     |
|                   | |
|                   | Therapsida (mamíferos y sus ancestros directos)                                                        |
|                   | |

|  | Sphenacodontidae †                              |
|  |                                                 |
|  | Therapsida (mamíferos y sus ancestros directos) |
|  |                                                 |

|                   | Cutleria †                                                                                             |
|                   | |
| Sphenacodontoidea | \| \| Sphenacodontidae † \| \| \| \| \| \| Therapsida (mamíferos y sus ancestros directos) \| \| \| \| |
|                   | \| \| Sphenacodontidae † \| \| \| \| \| \| Therapsida (mamíferos y sus ancestros directos) \| \| \| \| |
|                   | Sphenacodontidae †                                                                                     |
|                   | |
|                   | Therapsida (mamíferos y sus ancestros directos)                                                        |
|                   | |

|  | Sphenacodontidae †                              |
|  |                                                 |
|  | Therapsida (mamíferos y sus ancestros directos) |
|  |                                                 |

|                   | Cutleria †                                                                                             |
|                   | |
| Sphenacodontoidea | \| \| Sphenacodontidae † \| \| \| \| \| \| Therapsida (mamíferos y sus ancestros directos) \| \| \| \| |
|                   | \| \| Sphenacodontidae † \| \| \| \| \| \| Therapsida (mamíferos y sus ancestros directos) \| \| \| \| |
|                   | Sphenacodontidae †                                                                                     |
|                   | |
|                   | Therapsida (mamíferos y sus ancestros directos)                                                        |
|                   | |

|  | Sphenacodontidae †                              |
|  |                                                 |
|  | Therapsida (mamíferos y sus ancestros directos) |
|  |                                                 |

|                   | Cutleria †                                                                                             |
|                   | |
| Sphenacodontoidea | \| \| Sphenacodontidae † \| \| \| \| \| \| Therapsida (mamíferos y sus ancestros directos) \| \| \| \| |
|                   | \| \| Sphenacodontidae † \| \| \| \| \| \| Therapsida (mamíferos y sus ancestros directos) \| \| \| \| |
|                   | Sphenacodontidae †                                                                                     |
|                   | |
|                   | Therapsida (mamíferos y sus ancestros directos)                                                        |
|                   | |

|  | Sphenacodontidae †                              |
|  |                                                 |
|  | Therapsida (mamíferos y sus ancestros directos) |
|  |                                                 |

|                   | Cutleria †                                                                                             |
|                   | |
| Sphenacodontoidea | \| \| Sphenacodontidae † \| \| \| \| \| \| Therapsida (mamíferos y sus ancestros directos) \| \| \| \| |
|                   | \| \| Sphenacodontidae † \| \| \| \| \| \| Therapsida (mamíferos y sus ancestros directos) \| \| \| \| |
|                   | Sphenacodontidae †                                                                                     |
|                   | |
|                   | Therapsida (mamíferos y sus ancestros directos)                                                        |
|                   | |

|  | Sphenacodontidae †                              |
|  |                                                 |
|  | Therapsida (mamíferos y sus ancestros directos) |
|  |                                                 |

|                   | Cutleria †                                                                                             |
|                   | |
| Sphenacodontoidea | \| \| Sphenacodontidae † \| \| \| \| \| \| Therapsida (mamíferos y sus ancestros directos) \| \| \| \| |
|                   | \| \| Sphenacodontidae † \| \| \| \| \| \| Therapsida (mamíferos y sus ancestros directos) \| \| \| \| |
|                   | Sphenacodontidae †                                                                                     |
|                   | |
|                   | Therapsida (mamíferos y sus ancestros directos)                                                        |
|                   | |

|  | Sphenacodontidae †                              |
|  |                                                 |
|  | Therapsida (mamíferos y sus ancestros directos) |
|  |                                                 |

|                   | Cutleria †                                                                                             |
|                   | |
| Sphenacodontoidea | \| \| Sphenacodontidae † \| \| \| \| \| \| Therapsida (mamíferos y sus ancestros directos) \| \| \| \| |
|                   | \| \| Sphenacodontidae † \| \| \| \| \| \| Therapsida (mamíferos y sus ancestros directos) \| \| \| \| |
|                   | Sphenacodontidae †                                                                                     |
|                   | |
|                   | Therapsida (mamíferos y sus ancestros directos)                                                        |
|                   | |

|  | Sphenacodontidae †                              |
|  |                                                 |
|  | Therapsida (mamíferos y sus ancestros directos) |
|  |                                                 |

|                   | Cutleria †                                                                                             |
|                   | |
| Sphenacodontoidea | \| \| Sphenacodontidae † \| \| \| \| \| \| Therapsida (mamíferos y sus ancestros directos) \| \| \| \| |
|                   | \| \| Sphenacodontidae † \| \| \| \| \| \| Therapsida (mamíferos y sus ancestros directos) \| \| \| \| |
|                   | Sphenacodontidae †                                                                                     |
|                   | |
|                   | Therapsida (mamíferos y sus ancestros directos)                                                        |
|                   | |

|  | Sphenacodontidae †                              |
|  |                                                 |
|  | Therapsida (mamíferos y sus ancestros directos) |
|  |                                                 |

|                   | Cutleria †                                                                                             |
|                   | |
| Sphenacodontoidea | \| \| Sphenacodontidae † \| \| \| \| \| \| Therapsida (mamíferos y sus ancestros directos) \| \| \| \| |
|                   | \| \| Sphenacodontidae † \| \| \| \| \| \| Therapsida (mamíferos y sus ancestros directos) \| \| \| \| |
|                   | Sphenacodontidae †                                                                                     |
|                   | |
|                   | Therapsida (mamíferos y sus ancestros directos)                                                        |
|                   | |

|  | Sphenacodontidae †                              |
|  |                                                 |
|  | Therapsida (mamíferos y sus ancestros directos) |
|  |                                                 |

|                   | Cutleria †                                                                                             |
|                   | |
| Sphenacodontoidea | \| \| Sphenacodontidae † \| \| \| \| \| \| Therapsida (mamíferos y sus ancestros directos) \| \| \| \| |
|                   | \| \| Sphenacodontidae † \| \| \| \| \| \| Therapsida (mamíferos y sus ancestros directos) \| \| \| \| |
|                   | Sphenacodontidae †                                                                                     |
|                   | |
|                   | Therapsida (mamíferos y sus ancestros directos)                                                        |
|                   | |

|  | Sphenacodontidae †                              |
|  |                                                 |
|  | Therapsida (mamíferos y sus ancestros directos) |
|  |                                                 |

|                   | Cutleria †                                                                                             |
|                   | |
| Sphenacodontoidea | \| \| Sphenacodontidae † \| \| \| \| \| \| Therapsida (mamíferos y sus ancestros directos) \| \| \| \| |
|                   | \| \| Sphenacodontidae † \| \| \| \| \| \| Therapsida (mamíferos y sus ancestros directos) \| \| \| \| |
|                   | Sphenacodontidae †                                                                                     |
|                   | |
|                   | Therapsida (mamíferos y sus ancestros directos)                                                        |
|                   | |

|  | Sphenacodontidae †                              |
|  |                                                 |
|  | Therapsida (mamíferos y sus ancestros directos) |
|  |                                                 |

|                   | Cutleria †                                                                                             |
|                   | |
| Sphenacodontoidea | \| \| Sphenacodontidae † \| \| \| \| \| \| Therapsida (mamíferos y sus ancestros directos) \| \| \| \| |
|                   | \| \| Sphenacodontidae † \| \| \| \| \| \| Therapsida (mamíferos y sus ancestros directos) \| \| \| \| |
|                   | Sphenacodontidae †                                                                                     |
|                   | |
|                   | Therapsida (mamíferos y sus ancestros directos)                                                        |
|                   | |

|  | Sphenacodontidae †                              |
|  |                                                 |
|  | Therapsida (mamíferos y sus ancestros directos) |
|  |                                                 |

|                   | Cutleria †                                                                                             |
|                   | |
| Sphenacodontoidea | \| \| Sphenacodontidae † \| \| \| \| \| \| Therapsida (mamíferos y sus ancestros directos) \| \| \| \| |
|                   | \| \| Sphenacodontidae † \| \| \| \| \| \| Therapsida (mamíferos y sus ancestros directos) \| \| \| \| |
|                   | Sphenacodontidae †                                                                                     |
|                   | |
|                   | Therapsida (mamíferos y sus ancestros directos)                                                        |
|                   | |

|  | Sphenacodontidae †                              |
|  |                                                 |
|  | Therapsida (mamíferos y sus ancestros directos) |
|  |                                                 |

|                   | Cutleria †                                                                                             |
|                   | |
| Sphenacodontoidea | \| \| Sphenacodontidae † \| \| \| \| \| \| Therapsida (mamíferos y sus ancestros directos) \| \| \| \| |
|                   | \| \| Sphenacodontidae † \| \| \| \| \| \| Therapsida (mamíferos y sus ancestros directos) \| \| \| \| |
|                   | Sphenacodontidae †                                                                                     |
|                   | |
|                   | Therapsida (mamíferos y sus ancestros directos)                                                        |
|                   | |

|  | Sphenacodontidae †                              |
|  |                                                 |
|  | Therapsida (mamíferos y sus ancestros directos) |
|  |                                                 |

|                   | Cutleria †                                                                                             |
|                   | |
| Sphenacodontoidea | \| \| Sphenacodontidae † \| \| \| \| \| \| Therapsida (mamíferos y sus ancestros directos) \| \| \| \| |
|                   | \| \| Sphenacodontidae † \| \| \| \| \| \| Therapsida (mamíferos y sus ancestros directos) \| \| \| \| |
|                   | Sphenacodontidae †                                                                                     |
|                   | |
|                   | Therapsida (mamíferos y sus ancestros directos)                                                        |
|                   | |

|  | Sphenacodontidae †                              |
|  |                                                 |
|  | Therapsida (mamíferos y sus ancestros directos) |
|  |                                                 |

|                   | Cutleria †                                                                                             |
|                   | |
| Sphenacodontoidea | \| \| Sphenacodontidae † \| \| \| \| \| \| Therapsida (mamíferos y sus ancestros directos) \| \| \| \| |
|                   | \| \| Sphenacodontidae † \| \| \| \| \| \| Therapsida (mamíferos y sus ancestros directos) \| \| \| \| |
|                   | Sphenacodontidae †                                                                                     |
|                   | |
|                   | Therapsida (mamíferos y sus ancestros directos)                                                        |
|                   | |

|  | Sphenacodontidae †                              |
|  |                                                 |
|  | Therapsida (mamíferos y sus ancestros directos) |
|  |                                                 |

|                   | Cutleria †                                                                                             |
|                   | |
| Sphenacodontoidea | \| \| Sphenacodontidae † \| \| \| \| \| \| Therapsida (mamíferos y sus ancestros directos) \| \| \| \| |
|                   | \| \| Sphenacodontidae † \| \| \| \| \| \| Therapsida (mamíferos y sus ancestros directos) \| \| \| \| |
|                   | Sphenacodontidae †                                                                                     |
|                   | |
|                   | Therapsida (mamíferos y sus ancestros directos)                                                        |
|                   | |

|  | Sphenacodontidae †                              |
|  |                                                 |
|  | Therapsida (mamíferos y sus ancestros directos) |
|  |                                                 |

|                   | Cutleria †                                                                                             |
|                   | |
| Sphenacodontoidea | \| \| Sphenacodontidae † \| \| \| \| \| \| Therapsida (mamíferos y sus ancestros directos) \| \| \| \| |
|                   | \| \| Sphenacodontidae † \| \| \| \| \| \| Therapsida (mamíferos y sus ancestros directos) \| \| \| \| |
|                   | Sphenacodontidae †                                                                                     |
|                   | |
|                   | Therapsida (mamíferos y sus ancestros directos)                                                        |
|                   | |

|  | Sphenacodontidae †                              |
|  |                                                 |
|  | Therapsida (mamíferos y sus ancestros directos) |
|  |                                                 |

|                   | Cutleria †                                                                                             |
|                   | |
| Sphenacodontoidea | \| \| Sphenacodontidae † \| \| \| \| \| \| Therapsida (mamíferos y sus ancestros directos) \| \| \| \| |
|                   | \| \| Sphenacodontidae † \| \| \| \| \| \| Therapsida (mamíferos y sus ancestros directos) \| \| \| \| |
|                   | Sphenacodontidae †                                                                                     |
|                   | |
|                   | Therapsida (mamíferos y sus ancestros directos)                                                        |
|                   | |

|  | Sphenacodontidae †                              |
|  |                                                 |
|  | Therapsida (mamíferos y sus ancestros directos) |
|  |                                                 |

|                   | Cutleria †                                                                                             |
|                   | |
| Sphenacodontoidea | \| \| Sphenacodontidae † \| \| \| \| \| \| Therapsida (mamíferos y sus ancestros directos) \| \| \| \| |
|                   | \| \| Sphenacodontidae † \| \| \| \| \| \| Therapsida (mamíferos y sus ancestros directos) \| \| \| \| |
|                   | Sphenacodontidae †                                                                                     |
|                   | |
|                   | Therapsida (mamíferos y sus ancestros directos)                                                        |
|                   | |

|  | Sphenacodontidae †                              |
|  |                                                 |
|  | Therapsida (mamíferos y sus ancestros directos) |
|  |                                                 |

|                   | Cutleria †                                                                                             |
|                   | |
| Sphenacodontoidea | \| \| Sphenacodontidae † \| \| \| \| \| \| Therapsida (mamíferos y sus ancestros directos) \| \| \| \| |
|                   | \| \| Sphenacodontidae † \| \| \| \| \| \| Therapsida (mamíferos y sus ancestros directos) \| \| \| \| |
|                   | Sphenacodontidae †                                                                                     |
|                   | |
|                   | Therapsida (mamíferos y sus ancestros directos)                                                        |
|                   | |

|  | Sphenacodontidae †                              |
|  |                                                 |
|  | Therapsida (mamíferos y sus ancestros directos) |
|  |                                                 |

|                   | Cutleria †                                                                                             |
|                   | |
| Sphenacodontoidea | \| \| Sphenacodontidae † \| \| \| \| \| \| Therapsida (mamíferos y sus ancestros directos) \| \| \| \| |
|                   | \| \| Sphenacodontidae † \| \| \| \| \| \| Therapsida (mamíferos y sus ancestros directos) \| \| \| \| |
|                   | Sphenacodontidae †                                                                                     |
|                   | |
|                   | Therapsida (mamíferos y sus ancestros directos)                                                        |
|                   | |

|  | Sphenacodontidae †                              |
|  |                                                 |
|  | Therapsida (mamíferos y sus ancestros directos) |
|  |                                                 |

|                   | Cutleria †                                                                                             |
|                   | |
| Sphenacodontoidea | \| \| Sphenacodontidae † \| \| \| \| \| \| Therapsida (mamíferos y sus ancestros directos) \| \| \| \| |
|                   | \| \| Sphenacodontidae † \| \| \| \| \| \| Therapsida (mamíferos y sus ancestros directos) \| \| \| \| |
|                   | Sphenacodontidae †                                                                                     |
|                   | |
|                   | Therapsida (mamíferos y sus ancestros directos)                                                        |
|                   | |

|  | Sphenacodontidae †                              |
|  |                                                 |
|  | Therapsida (mamíferos y sus ancestros directos) |
|  |                                                 |

|                   | Cutleria †                                                                                             |
|                   | |
| Sphenacodontoidea | \| \| Sphenacodontidae † \| \| \| \| \| \| Therapsida (mamíferos y sus ancestros directos) \| \| \| \| |
|                   | \| \| Sphenacodontidae † \| \| \| \| \| \| Therapsida (mamíferos y sus ancestros directos) \| \| \| \| |
|                   | Sphenacodontidae †                                                                                     |
|                   | |
|                   | Therapsida (mamíferos y sus ancestros directos)                                                        |
|                   | |

|  | Sphenacodontidae †                              |
|  |                                                 |
|  | Therapsida (mamíferos y sus ancestros directos) |
|  |                                                 |

|                   | Cutleria †                                                                                             |
|                   | |
| Sphenacodontoidea | \| \| Sphenacodontidae † \| \| \| \| \| \| Therapsida (mamíferos y sus ancestros directos) \| \| \| \| |
|                   | \| \| Sphenacodontidae † \| \| \| \| \| \| Therapsida (mamíferos y sus ancestros directos) \| \| \| \| |
|                   | Sphenacodontidae †                                                                                     |
|                   | |
|                   | Therapsida (mamíferos y sus ancestros directos)                                                        |
|                   | |

|  | Sphenacodontidae †                              |
|  |                                                 |
|  | Therapsida (mamíferos y sus ancestros directos) |
|  |                                                 |

|                   | Cutleria †                                                                                             |
|                   | |
| Sphenacodontoidea | \| \| Sphenacodontidae † \| \| \| \| \| \| Therapsida (mamíferos y sus ancestros directos) \| \| \| \| |
|                   | \| \| Sphenacodontidae † \| \| \| \| \| \| Therapsida (mamíferos y sus ancestros directos) \| \| \| \| |
|                   | Sphenacodontidae †                                                                                     |
|                   | |
|                   | Therapsida (mamíferos y sus ancestros directos)                                                        |
|                   | |

|  | Sphenacodontidae †                              |
|  |                                                 |
|  | Therapsida (mamíferos y sus ancestros directos) |
|  |                                                 |

|                   | Cutleria †                                                                                             |
|                   | |
| Sphenacodontoidea | \| \| Sphenacodontidae † \| \| \| \| \| \| Therapsida (mamíferos y sus ancestros directos) \| \| \| \| |
|                   | \| \| Sphenacodontidae † \| \| \| \| \| \| Therapsida (mamíferos y sus ancestros directos) \| \| \| \| |
|                   | Sphenacodontidae †                                                                                     |
|                   | |
|                   | Therapsida (mamíferos y sus ancestros directos)                                                        |
|                   | |

|  | Sphenacodontidae †                              |
|  |                                                 |
|  | Therapsida (mamíferos y sus ancestros directos) |
|  |                                                 |

|                   | Cutleria †                                                                                             |
|                   | |
| Sphenacodontoidea | \| \| Sphenacodontidae † \| \| \| \| \| \| Therapsida (mamíferos y sus ancestros directos) \| \| \| \| |
|                   | \| \| Sphenacodontidae † \| \| \| \| \| \| Therapsida (mamíferos y sus ancestros directos) \| \| \| \| |
|                   | Sphenacodontidae †                                                                                     |
|                   | |
|                   | Therapsida (mamíferos y sus ancestros directos)                                                        |
|                   | |

|  | Sphenacodontidae †                              |
|  |                                                 |
|  | Therapsida (mamíferos y sus ancestros directos) |
|  |                                                 |

|                   | Cutleria †                                                                                             |
|                   | |
| Sphenacodontoidea | \| \| Sphenacodontidae † \| \| \| \| \| \| Therapsida (mamíferos y sus ancestros directos) \| \| \| \| |
|                   | \| \| Sphenacodontidae † \| \| \| \| \| \| Therapsida (mamíferos y sus ancestros directos) \| \| \| \| |
|                   | Sphenacodontidae †                                                                                     |
|                   | |
|                   | Therapsida (mamíferos y sus ancestros directos)                                                        |
|                   | |

|  | Sphenacodontidae †                              |
|  |                                                 |
|  | Therapsida (mamíferos y sus ancestros directos) |
|  |                                                 |

|                   | Cutleria †                                                                                             |
|                   | |
| Sphenacodontoidea | \| \| Sphenacodontidae † \| \| \| \| \| \| Therapsida (mamíferos y sus ancestros directos) \| \| \| \| |
|                   | \| \| Sphenacodontidae † \| \| \| \| \| \| Therapsida (mamíferos y sus ancestros directos) \| \| \| \| |
|                   | Sphenacodontidae †                                                                                     |
|                   | |
|                   | Therapsida (mamíferos y sus ancestros directos)                                                        |
|                   | |

|  | Sphenacodontidae †                              |
|  |                                                 |
|  | Therapsida (mamíferos y sus ancestros directos) |
|  |                                                 |

|                   | Cutleria †                                                                                             |
|                   | |
| Sphenacodontoidea | \| \| Sphenacodontidae † \| \| \| \| \| \| Therapsida (mamíferos y sus ancestros directos) \| \| \| \| |
|                   | \| \| Sphenacodontidae † \| \| \| \| \| \| Therapsida (mamíferos y sus ancestros directos) \| \| \| \| |
|                   | Sphenacodontidae †                                                                                     |
|                   | |
|                   | Therapsida (mamíferos y sus ancestros directos)                                                        |
|                   | |

|  | Sphenacodontidae †                              |
|  |                                                 |
|  | Therapsida (mamíferos y sus ancestros directos) |
|  |                                                 |

|                   | Cutleria †                                                                                             |
|                   | |
| Sphenacodontoidea | \| \| Sphenacodontidae † \| \| \| \| \| \| Therapsida (mamíferos y sus ancestros directos) \| \| \| \| |
|                   | \| \| Sphenacodontidae † \| \| \| \| \| \| Therapsida (mamíferos y sus ancestros directos) \| \| \| \| |
|                   | Sphenacodontidae †                                                                                     |
|                   | |
|                   | Therapsida (mamíferos y sus ancestros directos)                                                        |
|                   | |

|  | Sphenacodontidae †                              |
|  |                                                 |
|  | Therapsida (mamíferos y sus ancestros directos) |
|  |                                                 |

|                   | Cutleria †                                                                                             |
|                   | |
| Sphenacodontoidea | \| \| Sphenacodontidae † \| \| \| \| \| \| Therapsida (mamíferos y sus ancestros directos) \| \| \| \| |
|                   | \| \| Sphenacodontidae † \| \| \| \| \| \| Therapsida (mamíferos y sus ancestros directos) \| \| \| \| |
|                   | Sphenacodontidae †                                                                                     |
|                   | |
|                   | Therapsida (mamíferos y sus ancestros directos)                                                        |
|                   | |

|  | Sphenacodontidae †                              |
|  |                                                 |
|  | Therapsida (mamíferos y sus ancestros directos) |
|  |                                                 |

|                   | Cutleria †                                                                                             |
|                   | |
| Sphenacodontoidea | \| \| Sphenacodontidae † \| \| \| \| \| \| Therapsida (mamíferos y sus ancestros directos) \| \| \| \| |
|                   | \| \| Sphenacodontidae † \| \| \| \| \| \| Therapsida (mamíferos y sus ancestros directos) \| \| \| \| |
|                   | Sphenacodontidae †                                                                                     |
|                   | |
|                   | Therapsida (mamíferos y sus ancestros directos)                                                        |
|                   | |

|  | Sphenacodontidae †                              |
|  |                                                 |
|  | Therapsida (mamíferos y sus ancestros directos) |
|  |                                                 |

En este cladograma pueden comprobarse las relaciones filogenéticas entre los diferentes grupos de pelicosaurios y sus descendientes, los terápsidos, grupo que incluye a los mamíferos y formas fósiles relacionadas. Los Pelycosaurios seían todos los synapsidos no therapsidos, eso se debe a que Pelycosauria es un grupo parafilético como se explicó anteriormente.